# Sebastián Mascaro
Mascaró  Rigo est un nom espagnol. Le premier nom de famille, en général paternel, est Mascaró ; le second, en général maternel, souvent omis, est Rigo.
Sebastián Mascaró Rigo (né le 16 mai 1991 à Campos sur les îles Baléares) est un coureur cycliste espagnol, membre de l'équipe Mutua Levante Renault Ginestar.

## Biographie
Sebastián Mascaró commence le cyclisme à l'âge de huit ans, sur le vélodrome de Campos, sa ville natale. Après trois ans passés à faire du vélo sur cette piste, il est victime à 10 ans d'un fracture du tibia et du péroné, ayant ainsi pour conséquence de l'écarter de la compétition durant près de trois années. Dans les rangs cadets, il pratique le VTT sur son île. Alors en première année junior, il commence à se consacrer au cyclisme sur route en 2008. Dans sa catégorie, il prend la quatrième place du championnat des îles Baléares sur route. 
Il devient coureur professionnel à partir de la saison 2015, au sein de l'équipe continentale Burgos BH. Il dispute sa première compétition à l'occasion du Trofeo Santanyí-Ses Salines-Campos, épreuve du Challenge de Majorque. Il s'adjuge en août la Cursa Festes Sant Salvador, organisée à Artà sur l'île de Majorque. Pour l'année 2016, il court au sein de la formation roumaine Tusnad. Il gagne une étape de l'Hajdú-Fönix Kupa, une course par étapes hongroise.

## Palmarès
- 2014
  - Grand Prix de la ville de Burjassot
- 2015
  - Cursa Festes Sant Salvador
- 2016
  - 3e étape de l'Hajdú-Fönix Kupa